# Forest Lawn Cemetery (Cathedral City)
Forest Lawn Cemetery (Cathedral City), renomeado de Palm Springs Mortuary & Mausoleum em 2005, é um cemitério em Cathedral City, Califórnia, próximo a Palm Springs. É operado pela Forest Lawn Memorial-Parks & Mortuaries.

## Sepultamentos notáveis (seleção)
- Elisabeth Brooks, também conhecida como Elisabeth Brooks Luytes (1951–1997), atriz
- Linda Christian (1923–2011), atriz
- John Conte (1915–2006), ator, proprietário de estação de televisão
- Frank Daniel (1926–1996), escritor, produtor, diretor
- Victoria Draves (1924–2010), atleta olímpica
- Alice Faye (1915–1998), cantora e atriz
- Louis Wolfe Gilbert (1886–1970), compositor
- Phil Harris (1904–1995), cantor, líder de banda e ator
- Rock Hudson (1925–1985), ator (cenotáfio, cinzas espalhadas no mar)
- Dorothy Kamenshek (1925–2010), jogador de beisebol
- Francis Lederer (1899–2000), ator
- Guy Madison (1922–1996), ator
- George Montgomery (1916–2000), ator
- George Nader (1921–2002), ator (cenotáfio, cinzas espalhadas no mar)
- John Phillips (1935–2001), cantor, compositor
- Michael Rizzitello (1927–2005), mafioso
- Harold Robbins (1916–1997), novelista
- Irv Robbins (1917–2008), co-fundador do Baskin-Robbins
- Charles Rogers (1904–1999), ator, músico, humanitarista, terceiro marido de Mary Pickford
- Hank Sanicola (c. 1914–1974), pianista, editor de música, gerente e empresário, amigo próximo de Frank Sinatra
- Dinah Shore (1916–1994), cantora, atriz e apresentadora de talk show
- Jerry Vale (1930–2014), cantor
- Ken Venturi (1931–2013), jogador profissional de golfe e radialista, amigo próximo de Frank Sinatra
- Nancy Wilson (1937-2018), cantora
- Donald Woods (1906–1998), ator canadense
- Jane Wyman (1917–2007), atriz